# حصان خشبي (أداة)
الحصان الخشبي أو الحمار الإسباني هو لوح خشبي كان يستعمل في محاكم التفتيش الإسبانية للتعذيب. يتم وضع الضحية منفرجة الساقين فوق اللوح بعد تجريدها من الملابس على ألأداة التي تشبه ظهر الحمار وفوقه المسامير.

## تاريخها

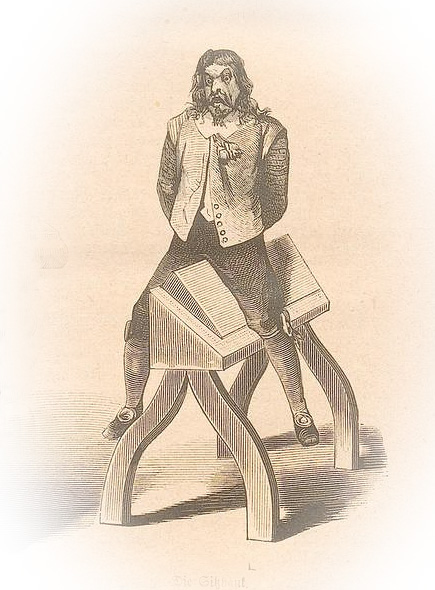
رسم توضيحي للحصان الإسباني

هي من أدوات التعذيب الذي كان يتعرض لها المسلمون واليهود في إسبانيا من قبل محاكم التفتيش، في عام 1478 تم أنشاء محاكم التفتيش في الأندلس من قبل ملك إسبانيا فرديناند الثاني وزوجته إيزابيلا الأولى من اجل تعذيب المسلمين واليهود لطردهم من إسبانيا.

## طريقة أستعمالها

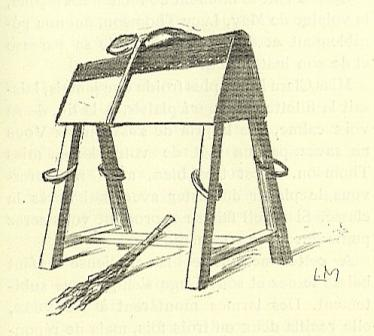

يتم وضع الضحية على الأداة ويقوم الجلاد بربط ساقي الضحية بأحمال ثقيلة ليزداد الألم وتخترق المسامير ساقي الضحية وبعض أعضاء جسده في النهاية ينشطر جسم الضحية إلى نصفين.